# Oleg Verniaiev
Oleg Yuriyovich Verniaiev (em ucraniano: Олег Юрійович Верняєв; nascido em 29 de setembro de 1993) é um ginasta artístico ucraniano. Ele é campeão olímpico das barras paralelas nos Jogos Olímpicos de Verão de 2016 e medalhista de prata no individual geral. Verniaiev também é o campeão mundial das barras paralelas de 2014, o campeão mundial no individual geral de 2015 e o campeão europeu no individual geral em 2017.
Em julho de 2021, Verniaiev anunciou que havia sido banido das competições até 2024 devido a um teste positivo para a substância proibida meldônio e que planejava recorrer da decisão.

## Vida pessoal
Verniaiev nasceu em Donetsk. Ele foi educado no Instituto Estadual de Saúde, Educação Física e Esporte de Donetsk.
Verniaiev reside em Kiev. Ele é treinado por Gennady Sartynsky.

## Doping e proibição
Em dezembro de 2020, Verniaiev foi notificado pela Federação Internacional de Ginástica de que foi provisoriamente suspenso das competições, retrocedente de novembro de 2020. O motivo da suspensão foi um teste positivo para o meldônio, que foi proibido pela Agência Mundial Antidoping desde janeiro de 2016. Ele reconheceu a presença do meldônio em seu corpo, mas disse que não sabe como chegou lá.